# Courcelles-lès-Lens
Pour les articles homonymes, voir Courcelles.
Courcelles-lès-Lens est une commune française située dans le département du Pas-de-Calais en région Hauts-de-France. Ses habitants sont appelés les Courcellois. La commune est membre de la communauté d'agglomération Hénin-Carvin.
La commune de Courcelles-lès-Lens (nom officiel depuis 1801), située dans le sud-est du département du Pas-de-Calais et limitrophe du département du Nord, traversée par le canal de la Deûle, à 13 km, à vol d'oiseau, à l'est de la commune de Lens, est une commune du bassin minier du Nord-Pas-de-Calais. C'est une commune de type centre urbain intermédiaire, appartenant à l'unité urbaine de Douai-Lens, avec une population de 8 015 habitants au dernier recensement de 2022.
L'histoire de la commune est étroitement liée à l'exploitation du charbon avec la compagnie des mines de l'Escarpelle qui a exploité la fosse no 7 - 7 bis de 1877 à 1948, année de l'arrêt de l'extraction.
À la suite de la Première Guerre mondiale, la commune est décorée de la croix de guerre 1914-1918.

## Géographie

### Localisation
Localisée dans le sud-est du département du Pas-de-Calais et limitrophe du département du Nord, Courcelles-lès-Lens est une commune traversée par le canal de la Deûle et située, à vol d'oiseau, à 13 km à l'est de la commune de Lens (chef-lieu d'arrondissement et préfecture du Pas-de-Calais) et à 25 kilomètres au sud de Lille (aire d'attraction).
Le territoire de la commune est limitrophe de ceux de six communes, dont quatre, Auby, Esquerchin, Flers-en-Escrebieux et Leforest, situées dans le département du Nord.
Les communes limitrophes sont Évin-Malmaison, Leforest, Noyelles-Godault, Auby, Esquerchin et Flers-en-Escrebieux.

### Géologie et relief
La superficie de la commune est de 5,56 km2 ; son altitude varie de 20  à   45 m.

### Hydrographie
Le territoire de la commune est situé dans le bassin Artois-Picardie.
La commune est traversée par le canal de la Deûle, d'une longueur de 58,75 km, qui prend sa source dans la commune de Douai et se jette dans la Lys au niveau de la commune de Deûlémont, et par le ruisseau courant brunel, cours d'eau naturel non navigable de 2,31 km, qui prend sa source dans la commune et se jette dans le canal de la Deûle au niveau de la commune d'Auby, dans le département du Nord.

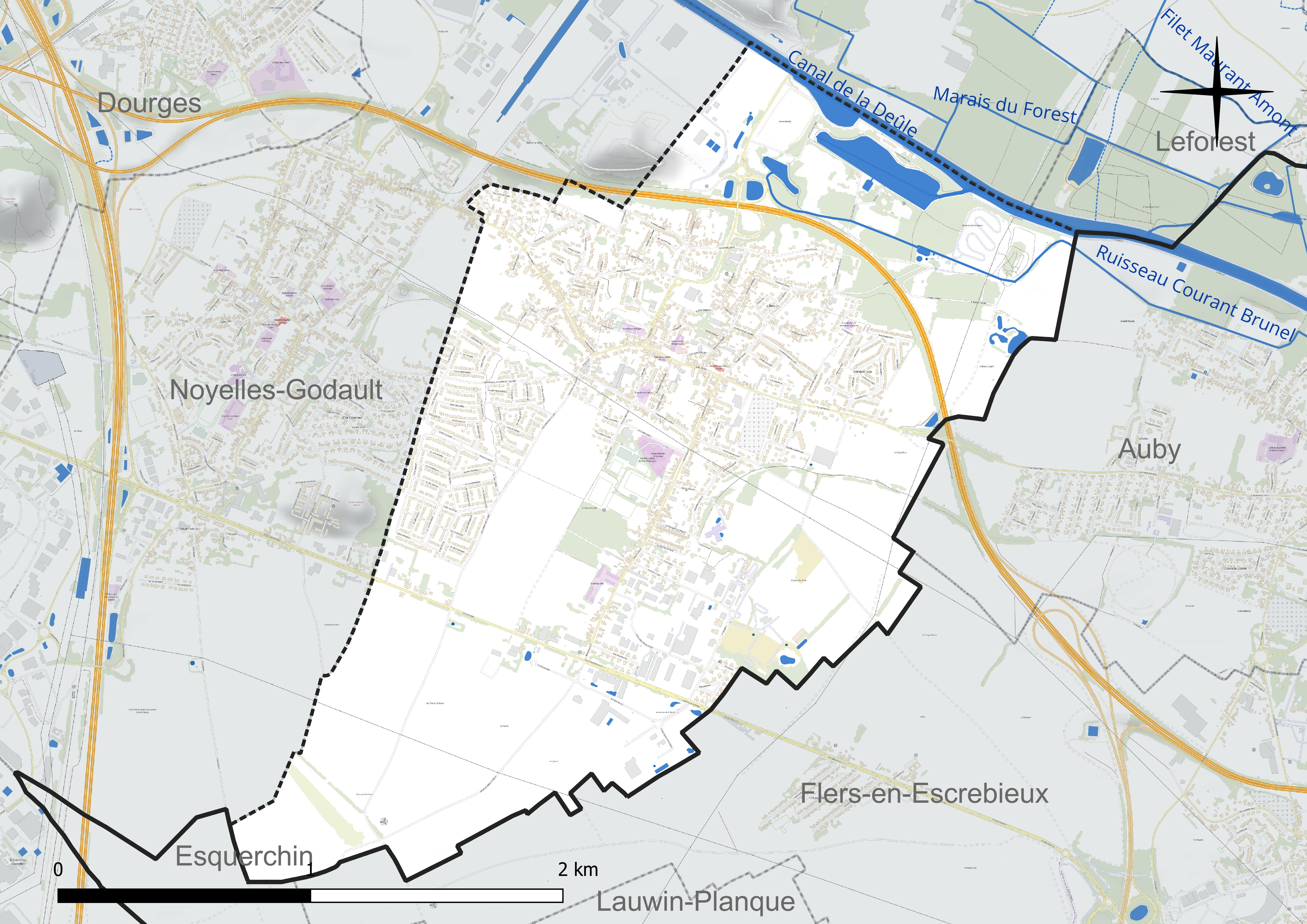
Réseau hydrographique de Courcelles-lès-Lens.

### Climat
Pour des articles plus généraux, voir Climat des Hauts-de-France et Climat du Pas-de-Calais.
En 2010, le climat de la commune est de type climat océanique dégradé des plaines du Centre et du Nord, selon une étude du CNRS s'appuyant sur une série de données couvrant la période 1971-2000. En 2020, Météo-France publie une typologie des climats de la France métropolitaine dans laquelle la commune est exposée à un climat océanique et est dans la région climatique Nord-est du bassin Parisien, caractérisée par un ensoleillement médiocre, une pluviométrie moyenne régulièrement répartie au cours de l’année et un hiver froid (3 °C).
Pour la période 1971-2000, la température annuelle moyenne est de 10,6 °C, avec une amplitude thermique annuelle de 14,6 °C. Le cumul annuel moyen de précipitations est de 715 mm, avec 12,8 jours de précipitations en janvier et 8,6 jours en juillet. Pour la période 1991-2020, la température moyenne annuelle observée sur la station météorologique la plus proche, située sur la commune de Douai à 7 km à vol d'oiseau, est de 11,0 °C et le cumul annuel moyen de précipitations est de 729,2 mm,. Pour l'avenir, les paramètres climatiques de la commune estimés pour 2050 selon différents scénarios d'émission de gaz à effet de serre sont consultables sur un site dédié publié par Météo-France en novembre 2022.

### Milieux naturels et biodiversité

#### Espèces faunistiques et floristiques
Le site de l’Inventaire national du patrimoine naturel (INPN) recense 289 espèces faunistiques et floristiques sur le territoire de la commune dont 32 protégées et 7 menacées et quasi-menacées.

## Urbanisme

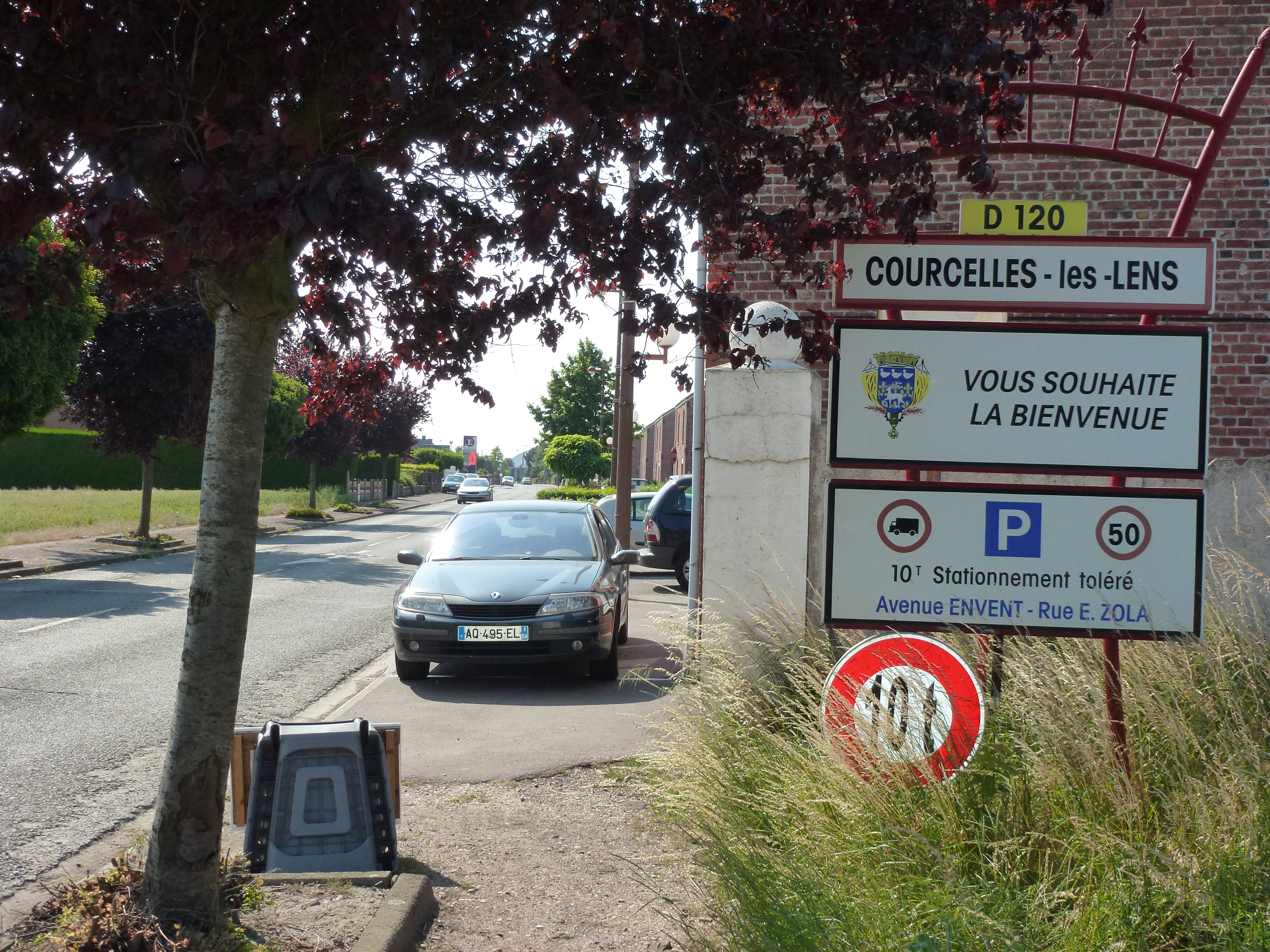

### Typologie
Au 1er janvier 2024, Courcelles-lès-Lens est catégorisée centre urbain intermédiaire, selon la nouvelle grille communale de densité à sept niveaux définie par l'Insee en 2022.
Elle appartient à l'unité urbaine de Douai-Lens, une agglomération inter-départementale regroupant 67  communes, dont elle est une commune de la banlieue,,. Par ailleurs la commune fait partie de l'aire d'attraction de Lille (partie française), dont elle est une commune de la couronne,. Cette aire, qui regroupe 201 communes, est catégorisée dans les aires de 700 000 habitants ou plus (hors Paris),.

### Occupation des sols
L'occupation des sols de la commune, telle qu'elle ressort de la base de données européenne d’occupation biophysique des sols Corine Land Cover (CLC), est marquée par l'importance des territoires artificialisés (50,9 % en 2018), en augmentation par rapport à 1990 (37,2 %). La répartition détaillée en 2018 est la suivante : 
terres arables (42,6 %), zones urbanisées (38,1 %), zones industrielles ou commerciales et réseaux de communication (12,9 %), zones agricoles hétérogènes (6,1 %), forêts (0,4 %). L'évolution de l’occupation des sols de la commune et de ses infrastructures peut être observée sur les différentes représentations cartographiques du territoire : la carte de Cassini (XVIIIe siècle), la carte d'état-major (1820-1866) et les cartes ou photos aériennes de l'IGN pour la période actuelle (1950 à aujourd'hui).

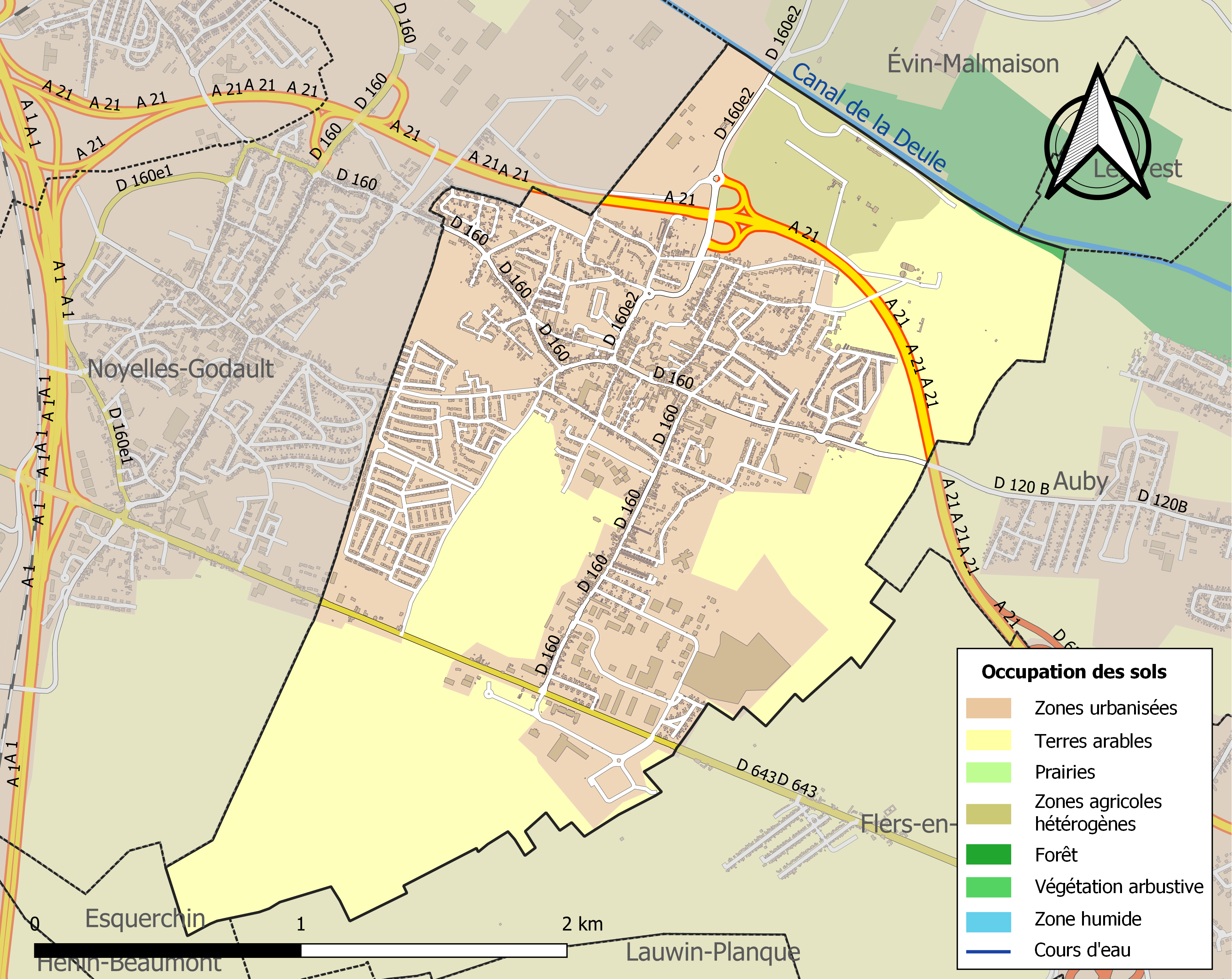
Carte des infrastructures et de l'occupation des sols de la commune en 2018 (CLC).

### Logement
En 2021, le nombre total de logements dans la commune était de 3 060, alors qu'il était de 2 861 en 2015 et de 2 337 en 2010
, soit une progression du nombre total de logements de 30,9 % depuis 2010.
Parmi ces 3 060 logements, 93,8 % étaient des résidences principales, (soit 2 870 logements), 0,4 % des résidences secondaires et 5,8 % des logements vacants. Ces logements étaient pour 93,0 % d'entre eux des maisons individuelles et pour 6,4 % des appartements.
Sur les 2 870 résidences principales, 61,4 % sont occupées par des propriétaires,  37,6 % par des locataires et 1,1 % par des personnes logées gratuitement.
Le tableau ci-dessous présente la typologie des logements à Courcelles-lès-Lens en 2021 en comparaison avec celle du Pas-de-Calais et de la France entière. Une caractéristique marquante du parc de logements est ainsi la faible proportion des résidences secondaires et logements occasionnels (0,4 %) par rapport au département (6,5 %) et à la France entière (9,7 %) ainsi que d'une proportion de logements vacants (5,8 %) inférieure à celle du département (7,3 %) et de la France entière (8,1 %).
| Typologie                                               | Courcelles-lès-Lens | Pas-de-Calais | France entière |
| ------------------------------------------------------- | ------------------- | ------------- | -------------- |
| Résidences principales (en %)                           | 93,8                | 86,1          | 82,2           |
| Résidences secondaires et logements occasionnels (en %) | 0,4                 | 6,5           | 9,7            |
| Logements vacants (en %)                                | 5,8                 | 7,3           | 8,1            |

### Voies de communication et transports

#### Voies de communication
La commune est desservie par les routes départementales D 160 et D 643 et le nord du territoire de la commune dispose de la sortie no 18 de la rocade minière reliant l'A26 au niveau de Bully-les-Mines à l'A2 au niveau de Douchy-les-Mines.

#### Transport ferroviaire
La commune se trouve à 3 km, au sud-est, de la gare de Dourges, située sur la ligne de Lens à Ostricourt et à 5 km, à l'ouest, de la gare de Leforest, située sur la ligne de Paris-Nord à Lille, et ces deux gares sont desservies par des trains TER Hauts-de-France,.

### Énergie
Le parc éolien de l'Escrebieux, également sis sur Esquerchin et Flers-en-Escrebieux, est construit à partir d'octobre 2020 pour une mise en service en 2021.

## Toponymie
Le nom de la localité est attesté sous les formes Corceles devers Henin en 1254 ; Courcieles en 1278 ; Courcelles de la Hennin en 1296 ; Courchieles vers Hennin en 1307 ; Courcelles en 1310 ; Courchellez en 1336 ; Courchelles en 1395, Courcelles en 1793 ; Courcelles et Courcelles-lès-Lens depuis1801.
De l’ancien français courcele (« petite cour ») dérivé du bas latin *corticella au pluriel.
En français, la préposition « lès » signifie « près de », ici Lens. D'usage vieilli, elle n'est guère plus rencontrée que dans les toponymes, plus particulièrement ceux de localités.

## Histoire
Avant la Révolution française, Courcelles-les-Lens est le siège d'une seigneurie. Au XVe siècle, le détenteur est Nicolas Carette, dit Bacheler,  écuyer et chambellan du roi de France Louis XII, lieutenant du bailli de Tournai et Tournaisis, bourgeois de Tournai le 4 décembre 1476. il a pour épouse Antoinette Liébart.
La ville qui a été occupée par l'armée allemande a souffert de la Première Guerre mondiale, avec outre les séquelles de guerre habituelles, la pollution induite par les incendies d'installations industrielles à risque. Située en zone rouge, la ville a fait l'objet d'un nettoyage par les démineurs en raison d'un grand nombre de munitions non explosées avant d'entrer en phase de reconstruction.
La commune est décorée de la croix de guerre 1914-1918 par décret du 25 septembre 1920, distinction également attribuée à 276 autres communes du Pas-de-Calais.
Courcelles-lès-Lens fait partie des villes du bassin minier du Nord-Pas-de-Calais qui ont accueilli une part importante de l'immigration polonaise en France dans les années 1920.

## Politique et administration

### Découpage territorial
La commune se trouve dans l'arrondissement de Lens du département du Pas-de-Calais, depuis 1962, auparavant, depuis 1801, elle se trouvait dans l'arrondissement de Béthune.

#### Commune et intercommunalités
La commune est membre de la communauté d'agglomération Hénin-Carvin qui regroupe 14 communes et totalise 126 840 habitants en 2021.

#### Circonscriptions administratives
La commune est rattachée au canton d'Hénin-Beaumont-2.

#### Circonscriptions électorales
Pour l'élection des députés, la commune fait partie de la onzième circonscription du Pas-de-Calais.

### Élections municipales et communautaires

#### Élections municipales 2020
- Maire sortant : Bernard Cardon (DVG)
- 29 sièges à pourvoir au conseil municipal (population légale 2017 : 7 774 habitants)
- 4 sièges à pourvoir au conseil communautaire (CA Hénin-Carvin)

|                          |                          |                          |              |              |             |             |        |        |  |
| Tête de liste            | Tête de liste            | Liste                    | Premier tour | Premier tour | Second tour | Second tour | Sièges | Sièges |  |
| Tête de liste            | Tête de liste            | Liste                    | Voix         | %            | Voix        | %           | CM     | CC     |  |
|                          | Édith Bleuzet-Carlier    | DVG                      | 807          | 39,95        | 1 027       | 49,73       | 22     | 3      |  |
|                          | Bernard Cardon           | DVG                      | 725          | 35,89        | 823         | 39,85       | 6      | 1      |  |
|                          | Georges Milan            | SE                       | 291          | 14,41        | 215         | 10,41       | 1      | 0      |  |
|                          | Rachid Lasri             | DVG                      | 197          | 9,75         |             |             | 0      | 0      |  |
|                          |                          |                          |              |              |             |             |        |        |  |
| Votes valides            | Votes valides            | Votes valides            | 2 065        | 97,83        | 2 065       | 97,72       |        |        |  |
| Votes blancs             | Votes blancs             | Votes blancs             | 29           | 1,40         | 35          | 1,66        |        |        |  |
| Votes nuls               | Votes nuls               | Votes nuls               | 16           | 0,77         | 13          | 0,62        |        |        |  |
| Total                    | Total                    | Total                    | 2 020        | 100          | 2 113       | 100         | 29     | 4      |  |
| Abstention               | Abstention               | Abstention               | 2 706        | 56,31        | 2 618       | 55,34       |        |        |  |
| Inscrits / participation | Inscrits / participation | Inscrits / participation | 4 726        | 43,69        | 4 731       | 44,66       |        |        |  |

#### Liste des maires
| Période        | Période                      | Identité                                 | Étiquette   | Qualité                                                                                                |
| -------------- | ---------------------------- | ---------------------------------------- | ----------- | --- |
| février 1790   | novembre 1791                | Jean Antoine Duprez                      |             | |
| novembre 1791  | novembre 1792                | Cyprien Pond                             |             | |
| novembre 1792  | mars 1793                    | Florentin Druon                          |             | |
| mars 1793      | juillet 1793                 | Denis Joseph Moullart                    |             | |
| juillet 1793   | août 1800                    | Philippe Joseph Cochez                   |             | |
| décembre 1800  | octobre 1801                 | Denis Joseph Moullart                    |             | |
| octobre 1801   | avril 1810                   | Florentin Druon                          |             | |
| avril 1810     | juin 1813                    | François Philibert Hacart                |             | |
| juin 1813      | septembre 1818               | Adulphe Delegorgue                       |             | |
| septembre 1818 | décembre 1841                | Pierre Laurent Duprez                    |             | |
| décembre 1841  | octobre 1868                 | Alexandre Delaby                         |             | |
| octobre 1868   | mai 1892                     | Edmond Delaby                            |             | |
| mai 1892       | juin 1908                    | Auguste Peugniez-Bécu                    | Républicain | Brasseur Conseiller d'arrondissement (1902 → 1907)                                                     |
| juin 1908      | décembre 1919                | Paul Facompré                            |             | |
| décembre 1919  | juin 1928                    | Victor Leprêtre                          | SFIO        | Machiniste d'extraction aux mines Décédé en fonction                                                   |
| juillet 1928   | octobre 1938                 | François Gardin                          | SFIO        | Commerçant Décédé en fonction                                                                          |
| octobre 1938   | mai 1945                     | Georges Leprêtre Fils de Victor Leprêtre | SFIO        | Ajusteur aux mines                                                                                     |
| mai 1945       | novembre 1945                | Louis Pachy                              |             | |
| novembre 1945  | octobre 1947                 | Henri Fenzy                              |             | |
| octobre 1947   | mars 1967                    | Martial Lefebvre (1889-1967)             | SFIO        | Machiniste aux houillères nationales Chevalier de la Légion d'honneur (1958) Décédé en fonction        |
| avril 1967     | mars 1977                    | Marcel Couture                           |             | Chef d'atelier, maire honoraire                                                                        |
| mars 1977      | juin 1995                    | Roland Robert                            |             | Retraité de l'Éducation nationale                                                                      |
| juin 1995      | mars 2014                    | Ernest Vendeville                        | PS puis DVG | Retraité des mines Adjoint au maire (1983 → 1995) Vice-président de la CA d'Hénin-Carvin (1995 → 2014) |
| mars 2014,     | février 2017                 | Jean-François Graf                       | DVG         | Cadre retraité Démissionnaire                                                                          |
| février 2017   | juillet 2020                 | Bernard Cardon                           | DVG         | Retraité                                                                                               |
| juillet 2020   | En cours (au 4 juillet 2020) | Édith Bleuzet-Carlier                    | DVG         | Employé administratif Vice-présidente de la CA d'Hénin-Carvin (2020 → )                                |

## Équipements et services publics

### Enseignement
La commune est située dans l'académie de Lille et dépend, pour les vacances scolaires, de la zone B.
Elle dispose de six établissements scolaires : deux écoles maternelles, deux écoles élémentaires, une école primaire et un collège.

### Justice, sécurité, secours et défense
La commune dépend du tribunal de proximité de Lens, du conseil de prud'hommes de Lens, du tribunal judiciaire de Béthune, de la cour d'appel de Douai, du tribunal de commerce d'Arras, du tribunal administratif de Lille, de la cour administrative d'appel de Douai, du pôle nationalité du tribunal judiciaire de Béthune et du tribunal pour enfants de Béthune.

## Population et société

### Démographie
Les habitants sont appelés les Courcellois.

#### Évolution démographique
L'évolution du nombre d'habitants est connue à travers les recensements de la population effectués dans la commune depuis 1793. Pour les communes de moins de 10 000 habitants, une enquête de recensement portant sur toute la population est réalisée tous les cinq ans, les populations de référence des années intermédiaires étant quant à elles estimées par interpolation ou extrapolation. Pour la commune, le premier recensement exhaustif entrant dans le cadre du nouveau dispositif a été réalisé en 2008.

En 2022, la commune comptait 8 015 habitants, en évolution de +5,05 % par rapport à 2016 (Pas-de-Calais : −0,72 %, France hors Mayotte : +2,11 %).
| 1793 | 1800 | 1806 | 1821 | 1831 | 1836 | 1841 | 1846 | 1851 |
| ---- | ---- | ---- | ---- | ---- | ---- | ---- | ---- | ---- |
| 577  | 606  | 658  | 689  | 734  | 733  | 735  | 763  | 744  |

| 1856 | 1861 | 1866 | 1872 | 1876 | 1881  | 1886  | 1891  | 1896  |
| ---- | ---- | ---- | ---- | ---- | ----- | ----- | ----- | ----- |
| 749  | 809  | 864  | 876  | 981  | 1 302 | 1 472 | 1 583 | 1 811 |

| 1901  | 1906  | 1911  | 1921  | 1926  | 1931  | 1936  | 1946  | 1954  |
| ----- | ----- | ----- | ----- | ----- | ----- | ----- | ----- | ----- |
| 1 935 | 2 406 | 2 783 | 2 309 | 3 269 | 3 796 | 3 658 | 4 461 | 5 385 |

| 1962  | 1968  | 1975  | 1982  | 1990  | 1999  | 2006  | 2008  | 2013  |
| ----- | ----- | ----- | ----- | ----- | ----- | ----- | ----- | ----- |
| 5 582 | 5 965 | 5 874 | 5 855 | 6 343 | 6 119 | 5 987 | 5 943 | 6 604 |

| 2018  | 2022  | - | - | - | - | - | - | - |
| ----- | ----- | - | - | - | - | - | - | - |
| 7 918 | 8 015 | - | - | - | - | - | - | - |

#### Pyramide des âges
La population de la commune est relativement jeune.
En 2018, le taux de personnes d'un âge inférieur à 30 ans s'élève à 43,4 %, soit au-dessus de la moyenne départementale (36,7 %). À l'inverse, le taux de personnes d'âge supérieur à 60 ans est de 17,4 % la même année, alors qu'il est de 24,9 % au niveau départemental.
En 2018, la commune comptait 3 816 hommes pour 4 102 femmes, soit un taux de 51,81 % de femmes, légèrement supérieur au taux départemental (51,5 %).
Les pyramides des âges de la commune et du département s'établissent comme suit.
| Hommes | Classe d’âge | Femmes |
| ------ | ------------ | ------ |
| 0,4    | 90 ou +      | 1,3    |
| 4,0    | 75-89 ans    | 7,3    |
| 10,3   | 60-74 ans    | 11,2   |
| 17,2   | 45-59 ans    | 15,8   |
| 23,1   | 30-44 ans    | 22,4   |
| 16,9   | 15-29 ans    | 16,2   |
| 28,1   | 0-14 ans     | 25,8   |

| Hommes | Classe d’âge | Femmes |
| ------ | ------------ | ------ |
| 0,5    | 90 ou +      | 1,6    |
| 5,6    | 75-89 ans    | 8,9    |
| 16,7   | 60-74 ans    | 18,1   |
| 20,2   | 45-59 ans    | 19,2   |
| 18,9   | 30-44 ans    | 18,1   |
| 18,2   | 15-29 ans    | 16,2   |
| 19,9   | 0-14 ans     | 17,9   |

## Économie

### Revenus de la population et fiscalité
En 2021, la commune compte 2 865 ménages fiscaux, regroupant 7 833 personnes.
Le revenu fiscal médian par ménage, le taux de pauvreté des ménages et la part des ménages fiscaux imposés de la commune, du département du Pas-de-Calais et de la métropole sont les suivants :
- le revenu fiscal médian par ménage de la commune est de 18 890 €, inférieur à celui du département du Pas-de-Calais (20 720 €) et inférieur à celui de la France métropolitaine (23 080 €)[Insee 6],[Insee 7],[Insee 8] ;
- le taux de pauvreté des ménages de la commune est de 23 %, de 18,4 % au niveau du département et de 14,9 % au niveau de la métropole[Insee 9],[Insee 10],[Insee 11] ;
- la part des ménages fiscaux imposés dans la commune est de 39 %, de 44,1 % au niveau du département et de 53,4 % au niveau de la métropole[Insee 6],[Insee 7],[Insee 8].

### Emploi
|                       | 2010   | 2015   | 2021   |
| --------------------- | ------ | ------ | ------ |
| Commune               | 19,1 % | 20,4 % | 18,4 % |
| Département           | 11,3 % | 13,7 % | 11,2 % |
| France métropolitaine | 11,6 % | 13,7 % | 11,7 % |

En 2021, la population âgée de 15 à 64 ans s'élève à 4 913 personnes, parmi lesquelles on compte 69,9 % d'actifs (57,1 % ayant un emploi et 12,9 % de chômeurs) et 30,1 % d'inactifs,. En 2021, le taux de chômage communal (au sens du recensement) des 15-64 ans est supérieur à celui du département et supérieur à celui de la France métropolitaine.
La commune fait partie de la couronne de l'aire d'attraction de Lille, du fait qu'au moins 15 % des actifs travaillent dans le pôle,. Elle compte 1 647 emplois en 2021, contre 1 377 en 2015 et 1 267 en 2010. Le nombre d'actifs ayant un emploi résidant dans la commune est de 2 822, soit un indicateur de concentration d'emploi de 58,4 et un taux d'activité parmi les 15 ans ou plus de 57,9 %.
Sur ces 2 822 actifs de 15 ans ou plus ayant un emploi, 349 travaillent dans la commune, soit 12 % des habitants. Pour se rendre au travail, 86,8 % des habitants utilisent une voiture, un camion ou une fourgonnette, 5,3 % les transports en commun, 5,4 % s'y rendent en deux-roues motorisé, à vélo ou à pied et 2,4 % n'ont pas besoin de transport (travail au domicile).

### Entreprises et commerces

#### Activités hors agriculture
340 établissements marchands non agricoles sont économiquement actifs en 2022 à Courcelles-lès-Lens,,.
| Secteur d'activité                                                                                        | Commune | Commune | Département |
| Secteur d'activité                                                                                        | Nombre  | %       | %           |
| --- | ------- | ------- | ----------- |
| Ensemble                                                                                                  | 340     | 100 %   | (100 %)     |
| Industrie manufacturière, industries extractives et autres                                                | 28      | 8,2 %   | (5,3 %)     |
| Construction                                                                                              | 49      | 14,4 %  | (11,7 %)    |
| Commerce de gros et de détail, transports, hébergement et restauration                                    | 102     | 30,0 %  | (22,5 %)    |
| Information et communication                                                                              | 7       | 2,1 %   | (3,6 %)     |
| Activités financières et d'assurance                                                                      | 10      | 2,9 %   | (5,3 %)     |
| Activités immobilières                                                                                    | 7       | 2,1 %   | (5,7 %)     |
| Activités spécialisées, scientifiques et techniques et activités de services administratifs et de soutien | 47      | 13,8 %  | (20,2 %)    |
| Administration publique, enseignement, santé humaine et action sociale                                    | 56      | 16,5 %  | (15,8 %)    |
| Autres activités de services                                                                              | 34      | 10,0 %  | (9,9 %)     |

Le secteur du commerce de gros et de détail, transports, hébergement et restauration est prépondérant sur la commune puisqu'il représente 30,0 % du nombre total d'établissements de la commune (102 sur les 340 entreprises implantées  à Courcelles-lès-Lens), contre 22,5 % au niveau départemental, et le secteur des activités spécialisées, scientifiques et techniques et activités de services administratifs et de soutien avec 13,8 % du nombre total d'établissements de la commune est inférieur à celui du département (20,2 %).
En 1894 l'usine Malfidano est fondée à Noyelles-Godault. Elle empiète également sur le territoire de Courcelles-lès-Lens. C'est une usine travaillant le plomb et le zinc. Elle traite la calamine calcinée découverte à la mine de Malfidano, en Sardaigne. Les exploitants se sont implantés à Noyelles-Godault pour profiter du grand réseau de canaux de la région, notamment le canal de la Haute-Deûle qui passe derrière l'usine, pour le réseau ferroviaire lui aussi performant, et pour la population habituée aux travaux industriels, notamment avec les mines.
Son installation entraîne un afflux migratoire, avec l'arrivée de travailleurs étrangers. Cette augmentation de la population est une aubaine pour Noyelles-Godault et les villages des alentours, elle permet leur développement économique et la création d'écoles. Néanmoins, la production de plomb et de zinc est nocive, que cela soit pour les travailleurs, les habitants ou l'environnement. Une des maladies associées au plomb est le saturnisme.
L'usine est rasée pendant la Première Guerre mondiale, ayant servi de lieu de stockage aux Allemands. Après la guerre, elle est rachetée par l'entreprise Penarroya.
Elle achète et fait construire des maisons durant la première partie du XXe siècle à Courcelles-lès-Lens ou encore à Noyelles-Godault, certainement afin à la fois d'avoir ses ouvriers proches de leur lieu de travail, mais aussi de s'assurer de leur tranquillité.
La production de plomb s'accélère en 1936, lorsque l'on construit sur le site une grande usine moderne.
La chronologie des périodes suivantes de l'usine est détaillée sur l'article Metaleurop-Nord.
En 2003, la direction annonce la fermeture de l'usine et licencie 800 salariés. En 2001, la direction régionale de l'Environnement, de l'Aménagement et du Logement (Dreal) reconnaît « une pollution des sols d’une ampleur singulière ».

#### Agriculture
La commune est dans l'« Artois », une petite région agricole dans le département du Pas-de-Calais. En 2020, l'orientation technico-économique de l'agriculture  sur la commune est l'exploitation de grandes cultures (hors céréales et oléo-protéagineux). 
|               | 1988 | 2000 | 2010 | 2020 |
| ------------- | ---- | ---- | ---- | ---- |
| Exploitations | 10   | 4    | 3    | 1    |
| SAU (ha)      | 246  | 168  | 161  | 69   |

Le nombre d'exploitations agricoles en activité et ayant leur siège dans la commune est passé de 10 lors du recensement agricole de 1988  à 4 en 2000 puis à 3 en 2010 et enfin à 1 en 2020, soit une baisse de 90 %. La surface agricole utilisée sur la commune a également diminué, passant de 246 ha en 1988 à 69 ha en 2020. Parallèlement la surface agricole utilisée moyenne par exploitation a augmenté, passant de 25 à 69 ha,.

## Culture locale et patrimoine

### Lieux et monuments
- la gare d'eau, creusée au début du XXe siècle et pouvant accueillir plus de 200 péniches.
- Le monument aux morts[53].
- le giratoire avec un monument et une stèle en mémoire des métallurgistes victimes de leur travail.
- une stèle dédiée aux mineurs morts dans des catastrophes minières de la commune.
- l'oratoire Notre-Dame-de-Lourdes.
- le moulin à vent.
- l'église Saint-Vaast[54].
- la cité de la fosse no 7 et 7 bis.
- l'ancienne mairie, érigée sur la place juste à côté de l’église, fortement endommagée lors de la Première Guerre mondiale lors de la chute du clocher de l’église, désaffectée en 1973 et transformée alors en centre socio-culturel Gilles-Rollez[55].
- la borne Saint-Brayou.

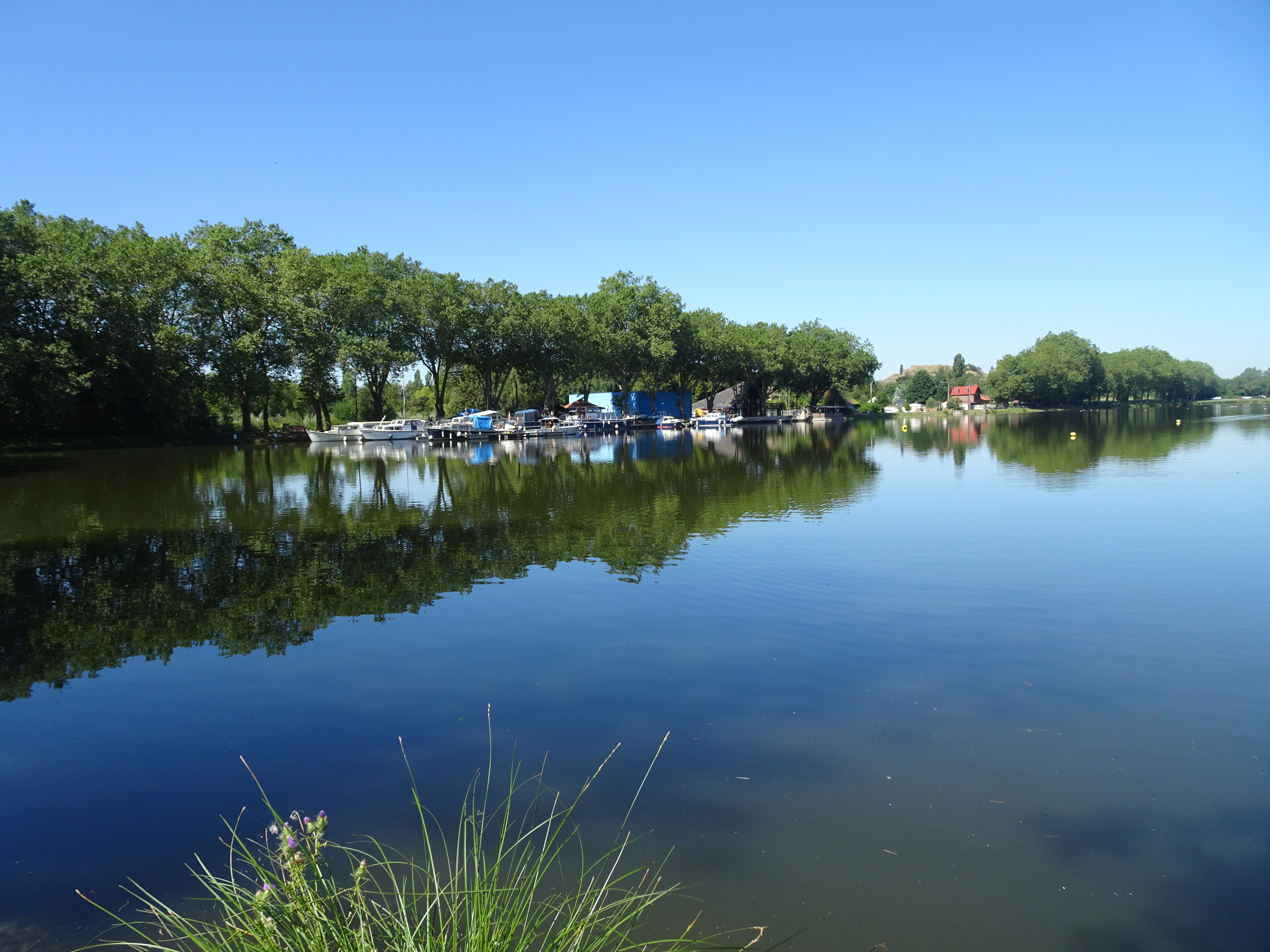
La gare d'eau.
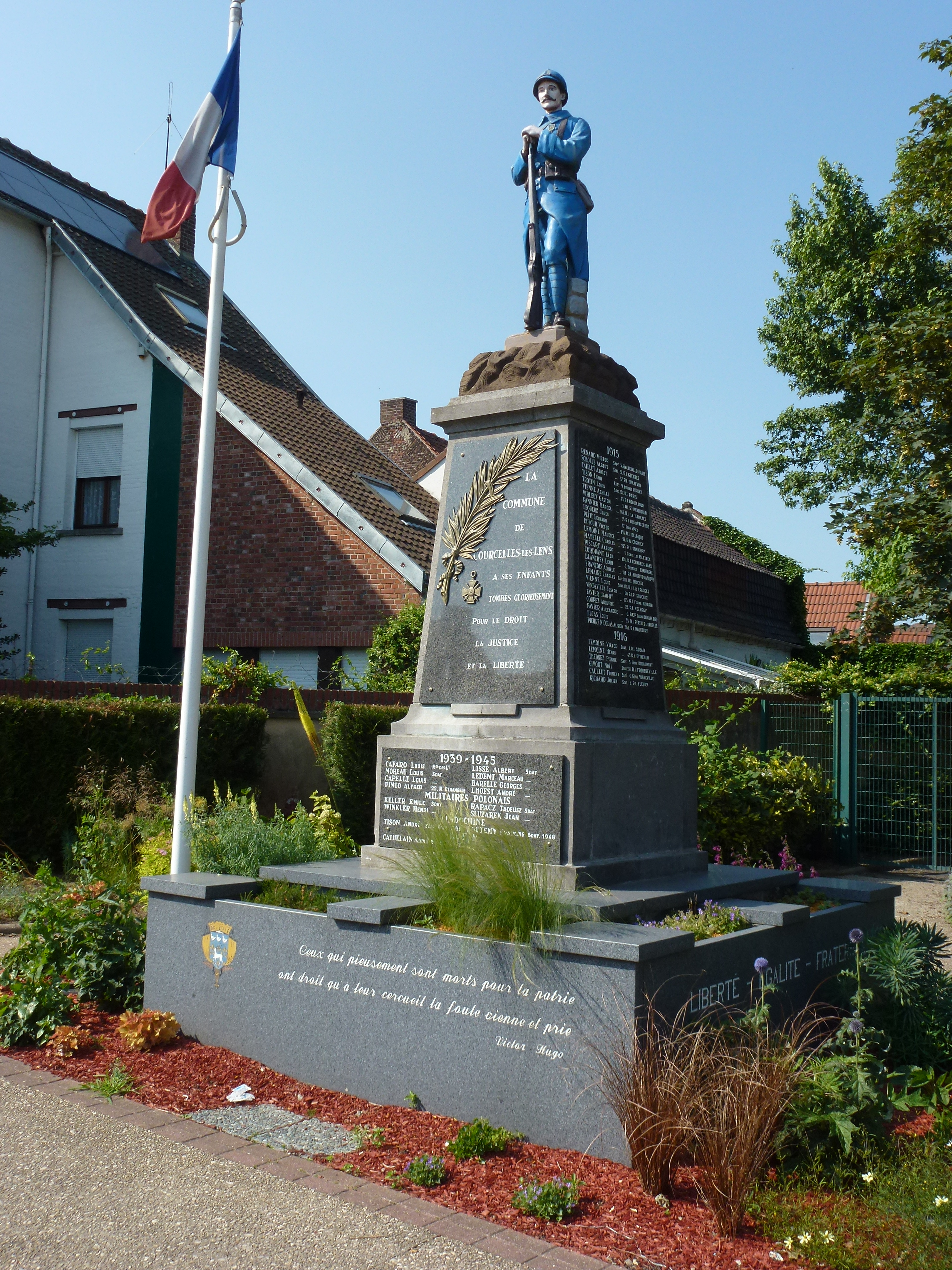
Le monument aux morts.
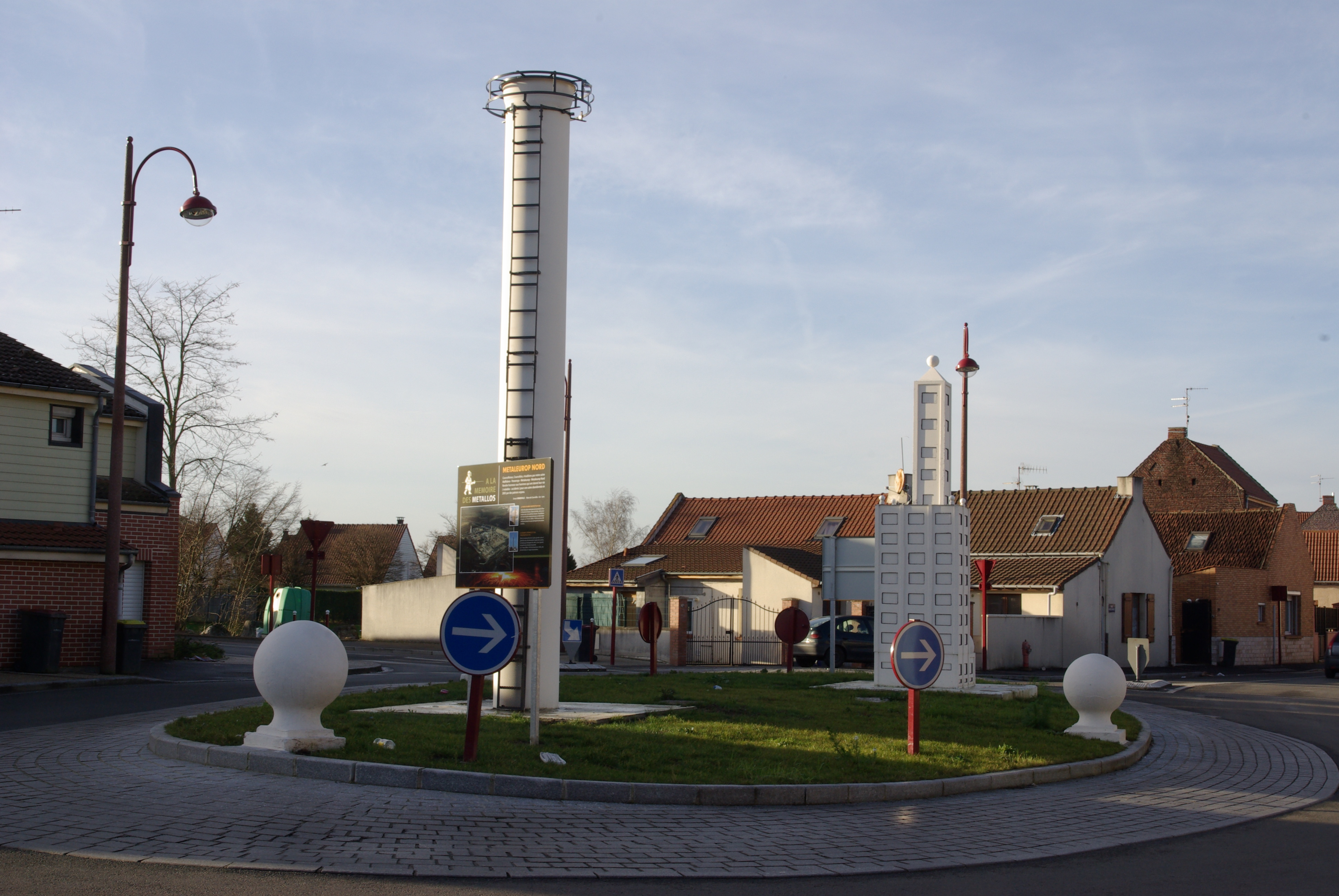
Le giratoire avec le monument en mémoire des victimes de la sidérurgie.
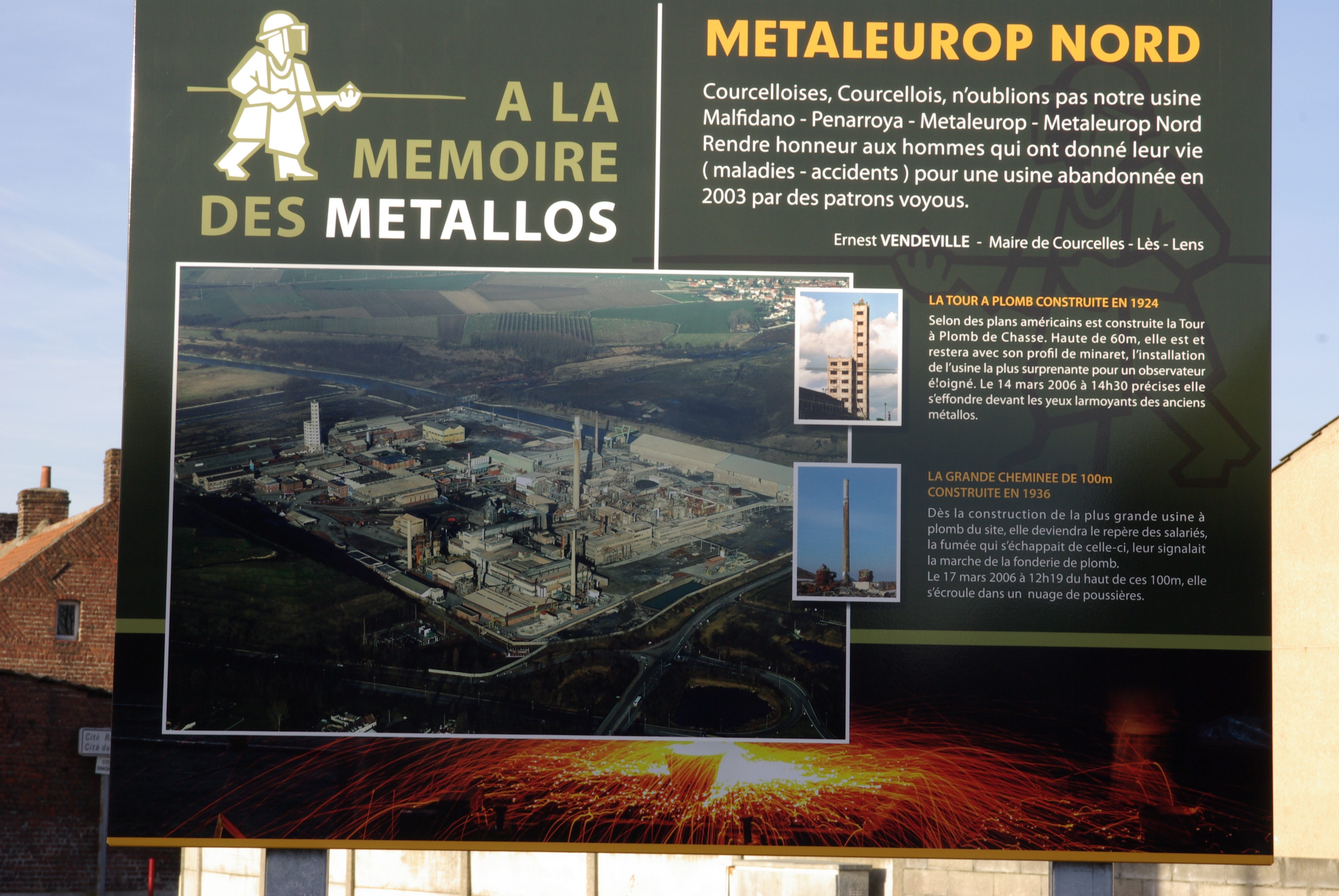
La stèle en mémoire des victimes de la sidérurgie.
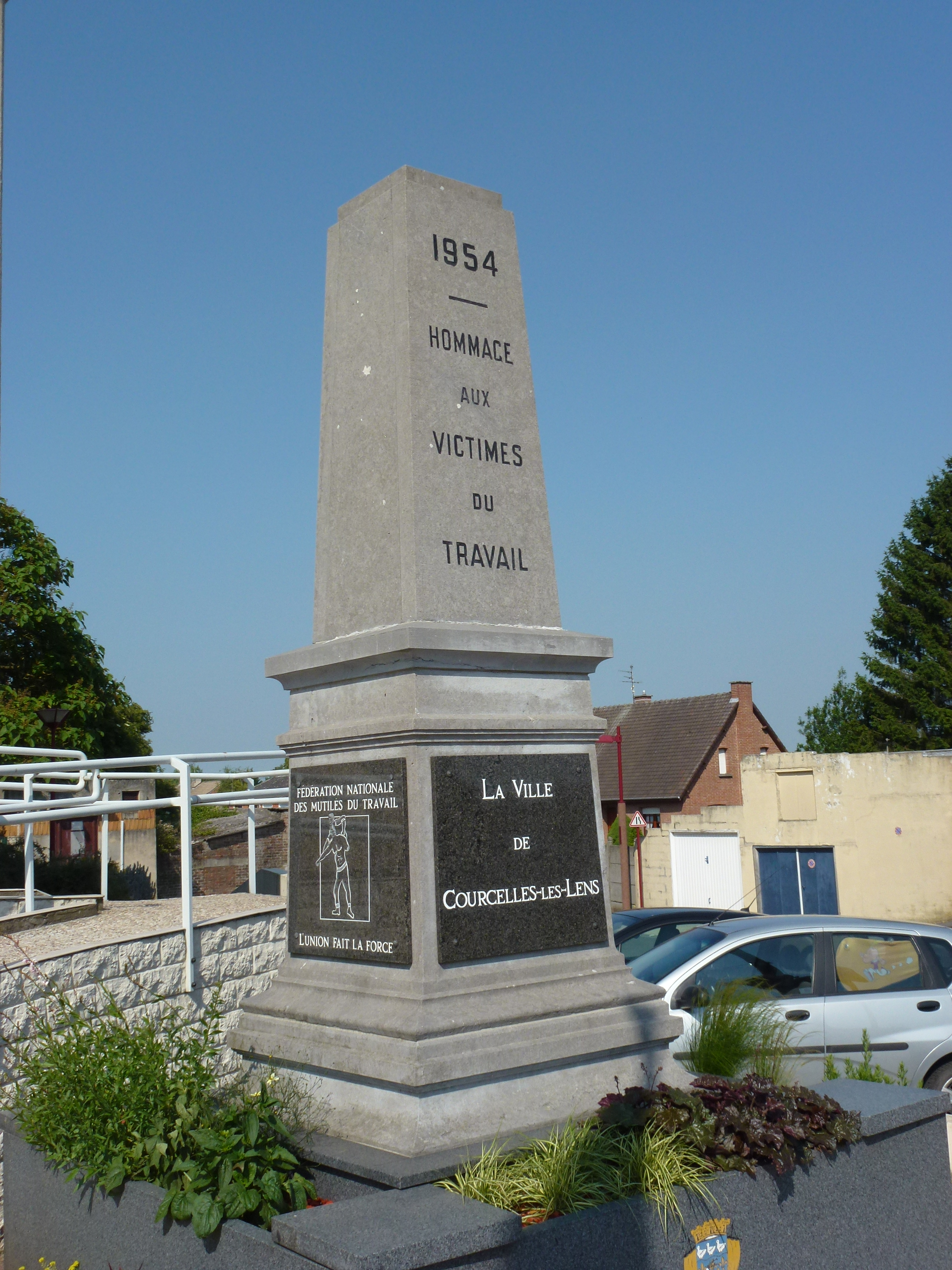
Le monument aux victimes du travail.
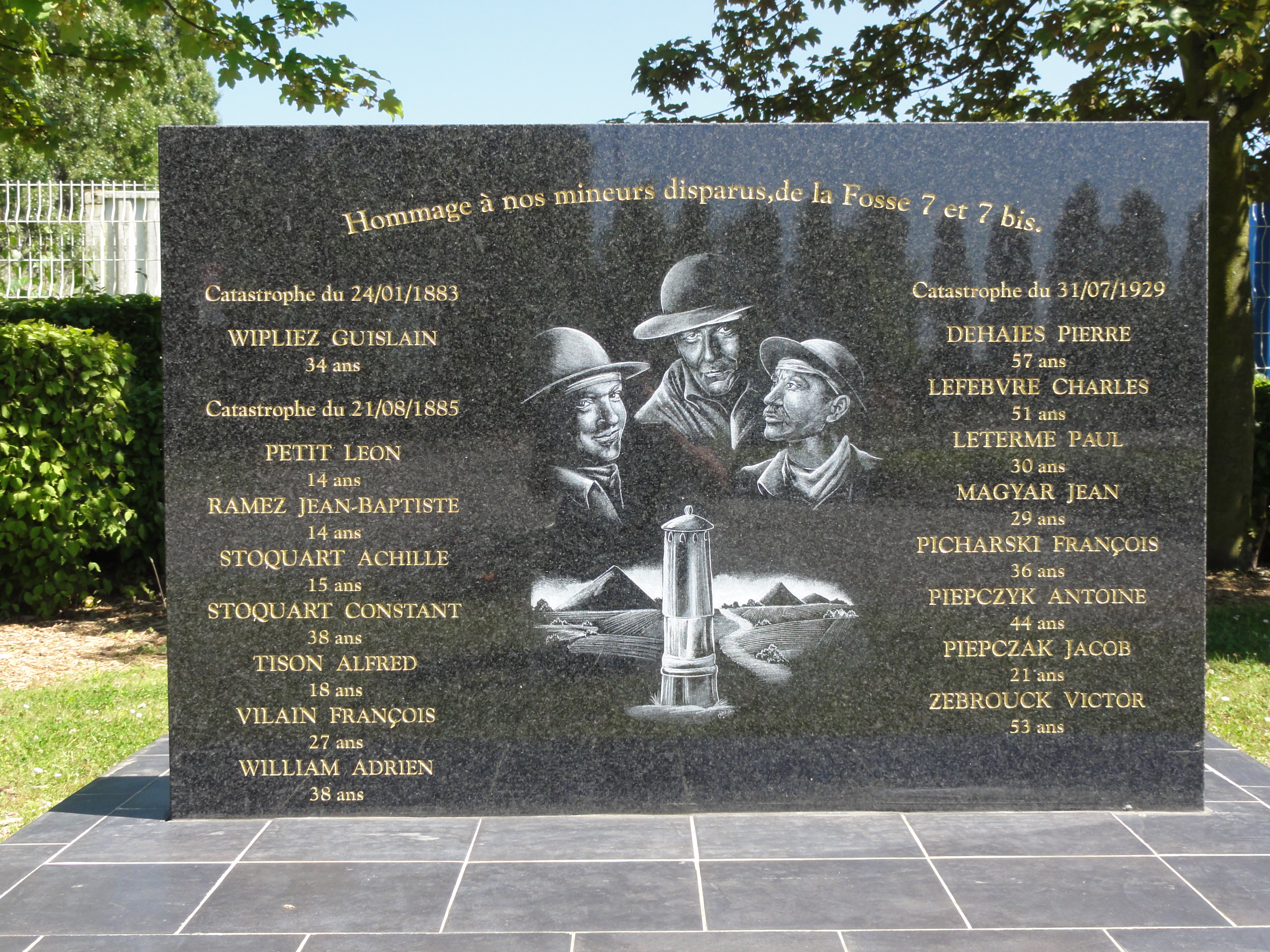
Le monument aux victimes accidents fosse n° 7 et 7 bis des mines de l'Escarpelle.
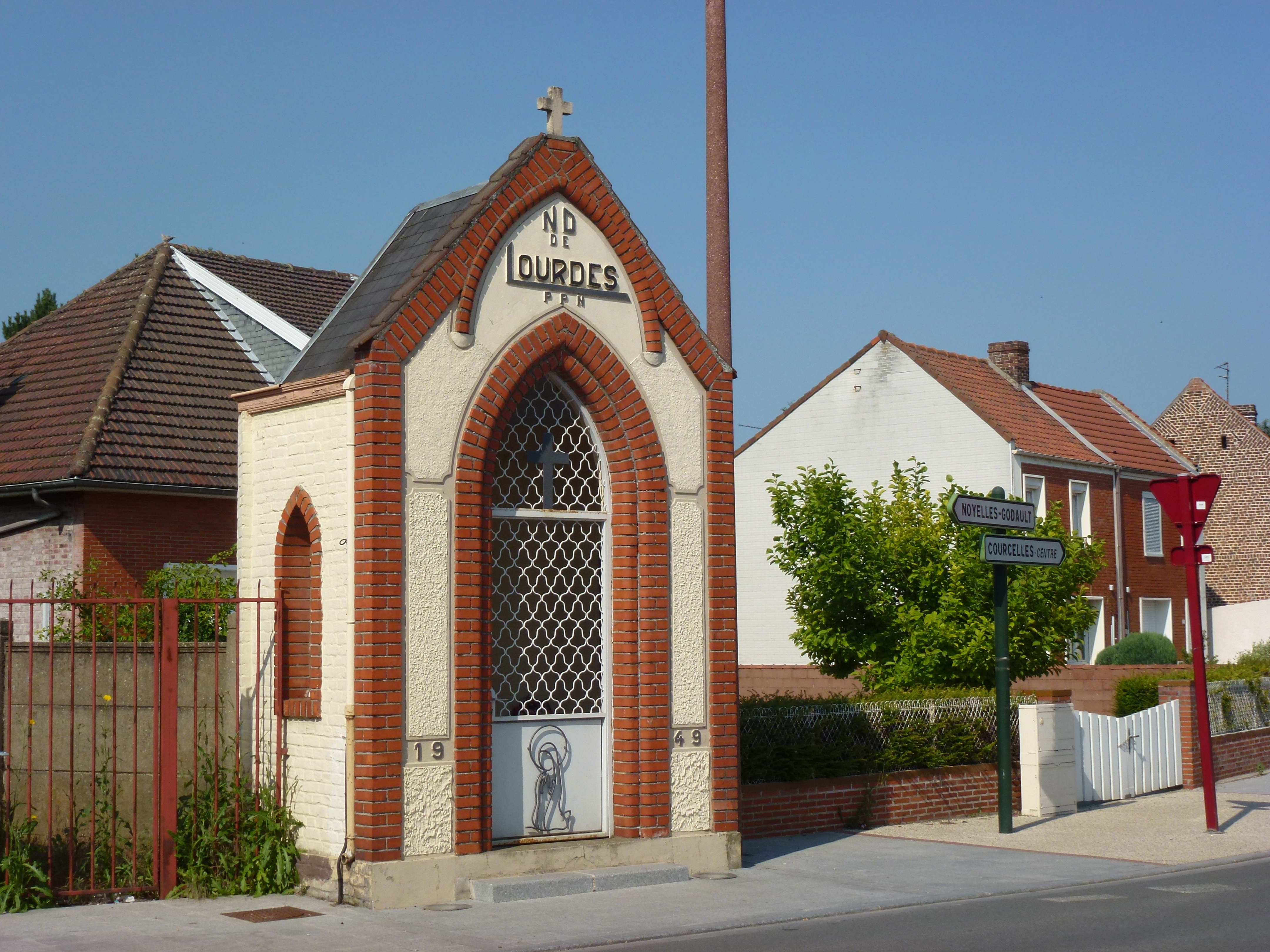
L'oratoire Notre-Dame-de-Lourdes.
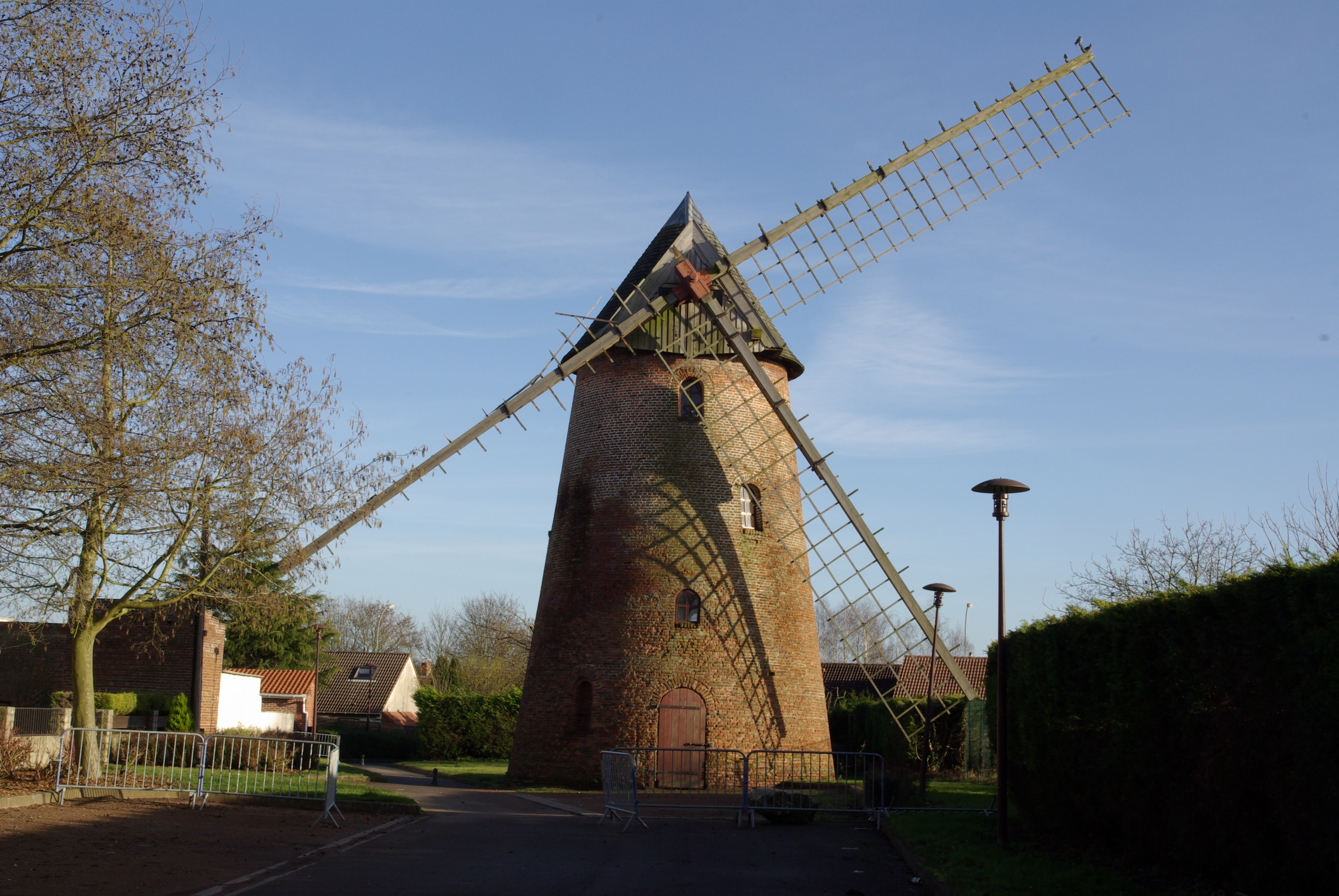
L'ancien moulin à vent.
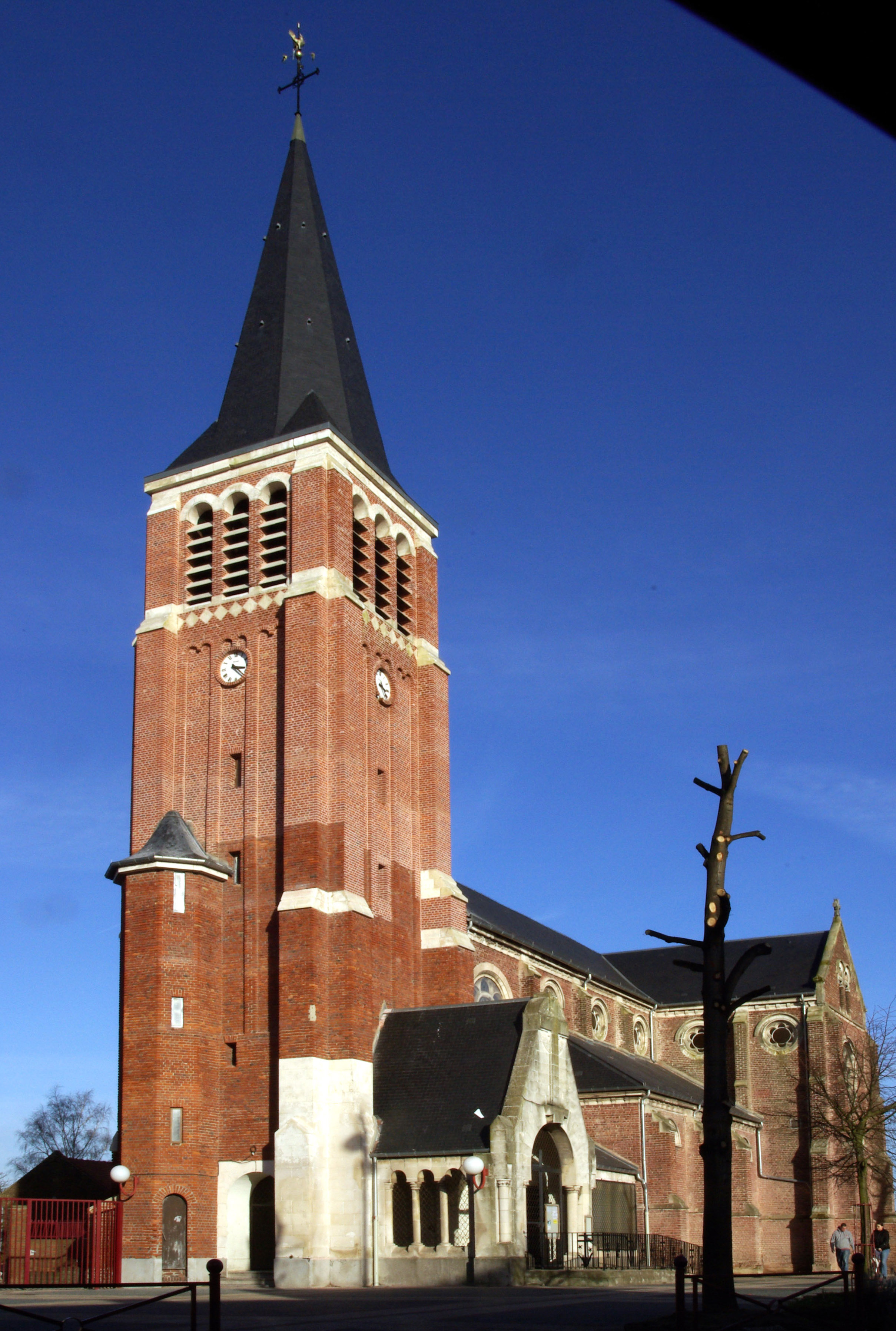
L'église Saint-Vaast.
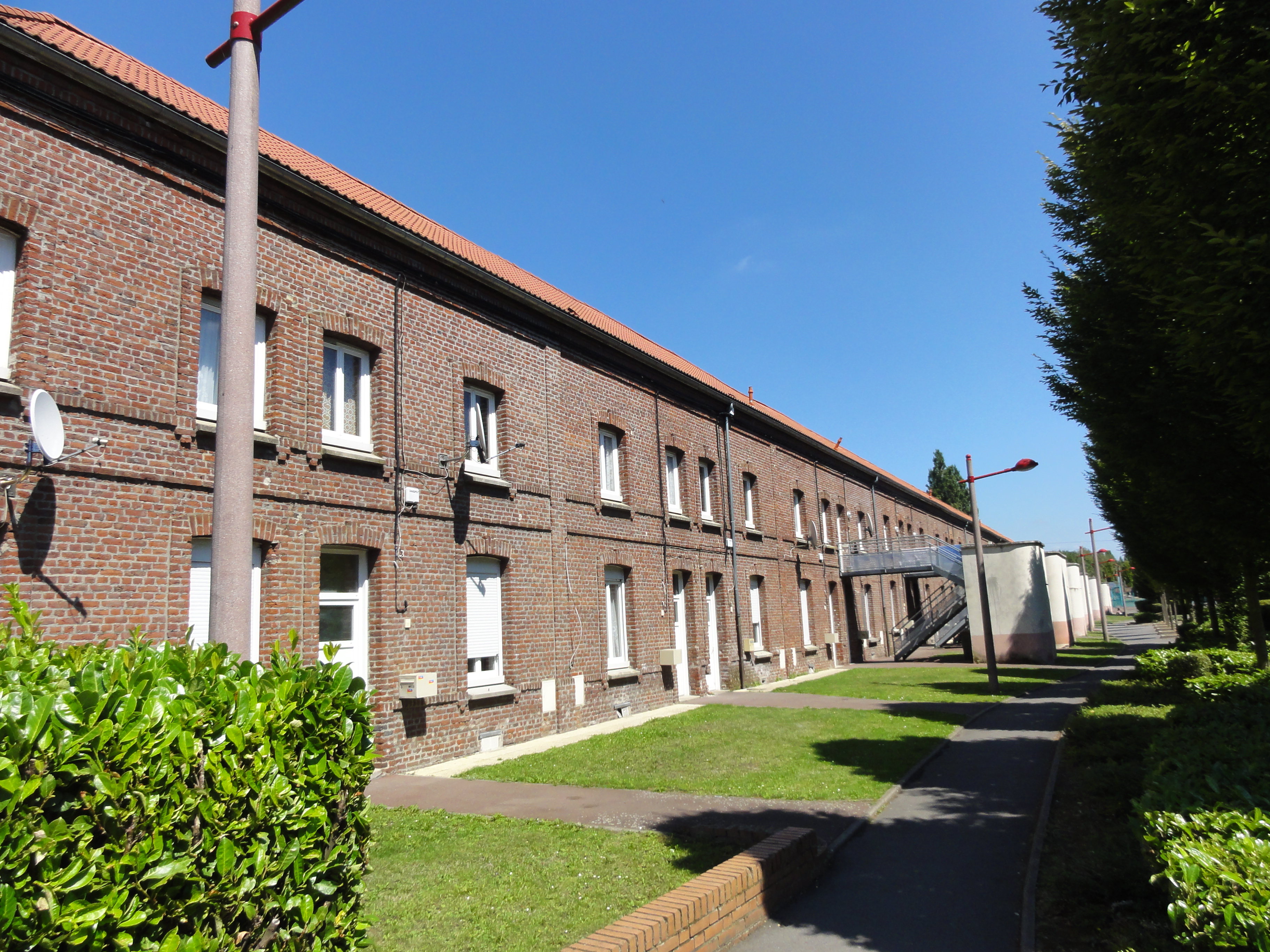
La cité de la fosse no 7 et 7 bis.

### Personnalités liées à la commune
- Adulphe Delegorgue (1814-1850), chasseur et naturaliste, né dans la commune, fils d'Adulphe Delegorgue, ancien maire de la commune. Le collège de la commune porte son nom.
- Julie Darras (1910-2001), personnalité politique, née dans la commune.
- Annie Sugier (1942-), physicienne et féministe, née dans la commune.
- Daniel Ledent (1945-), joueur de basket-ball, 122 sélections en équipe de France, né dans la commune.

### Héraldique
| Blason de Courcelles-lès-Lens | Blason  | D'azur semé de fleurs de lis d'or, au cerf passant d'argent brochant sur le tout ; au chef ondé d'azur chargé de trois merlettes d'argent. Ornements extérieursCroix de guerre 1914-1918. |
| Blason de Courcelles-lès-Lens | Détails | Le statut officiel du blason reste à déterminer. |

## Pour approfondir

#### Bases de données, dictionnaires et encyclopédies
- Ressources relatives à la géographie :   - Insee (communes)
  - Ldh/EHESS/Cassini
- Ressource relative à plusieurs domaines :   - Annuaire du service public français
- Notices d'autorité :   - VIAF
  - BnF (données)
  - IdRef